# Хнум-Ра

Хнум-Ра

Хнум-Ра — староєгипетське синкретичне божество, що поєднує в собі риси богів Ра і Хнума. Хнум-Ра найчастіше зображували з головою барана, як і Хнума. В умовах релігійного синкретизму, поширеного в Давньому Єгипті, багато єгиптян шанували бога світла Ра нарівні зі своїми божествами, ніби наділяючи його подвійною силою. Хнум-Ра поклонялися в Елефантині, де був центр шанування бога Хнума.